# Sümegi László
Sümegi László (Budapest, 1952 –) formatervező.
1978-ban szerzett diplomát az Iparművészeti Főiskola formatervezés szakán. 1978–86 között a Kemiplaszt vállalat formatervezési csoportvezetője. 1985 óta az Iparművészeti Főiskolán tanít, 1978-tól a műanyagipari formatervező képzési ágazatot vezette. 1986-tól a "77 Elektronika Kft." formatervezője. 1991-től az "Opteam design" tagja.